# Религия в Саудовской Аравии
Первая статья основного закона страны гласит, что Саудовская Аравия — исламское государство, государственной религией которого является ислам. В основном законе также говорится, что государство защищает права человека в рамках исламского шариата (статья 26).
Правительство Саудовской Аравии запрещает открытую общественную практику любой иной религии и критикуется за серьёзные ограничения свободы вероисповедания. Единственными религиозными центрами в стране являются мечети. Правительство официально признаёт право немусульман на личное религиозное поклонение в частных домах (исключением являются города Мекка и Медина, куда въезд немусульманам запрещён). Для того, чтобы стать гражданином страны, необходимо быть мусульманином. Дети, рождённые от отца-мусульманина, автоматически считаются мусульманами, вне зависимости от религии матери; переход таких детей в любую другую религию запрещён. Вероотступничество, то есть отречение от ислама, в соответствии с шариатом карается смертной казнью.
Большинство жителей Саудовской Аравии — мусульмане. В стране также проживают религиозные меньшинства — христиане, индуисты, буддисты, сикхи, бахаи и др.

## Ислам
На родине ислама мусульмане составляют 97,1 % населения.
В XVIII веке шейх Мухаммад ибн Абд аль-Ваххаб (1703—1792) создал разновидность суннизма, которая стала официальной государственной религией. Современный ваххабизм, также известный как салафитский суннизм, представляет собой фундаменталистскую версию ислама, отвергающую нововведения и близкую к оригинальной версии религиозной доктрины времён Мухаммеда. Контроль за практиками ваххабизма осуществляется государственной религиозной полицией — мутавва‘ин (Комитетом по поощрению добродетели и удержанию от порока). Среди правовых школ наибольшее распространение имеет ханбалитский мазхаб. На западе, в Хиджазе преобладает шафиитский толк суннизма. В Эль-Хуфуфе и других городах встречаются ханафиты и маликиты.
В Саудовской Аравии представлена крупная община шиитов (2—4 млн верующих; 10-15 % мусульман). Шииты компактно проживают на территории Хиджаза и Эль-Хаса. Преобладающим шиитским направлением являются шииты-двунадесятники. Вдоль границы с Йеменом сосредоточены общины зейдитов и исмаилитов. Среди шиитов Саудовской Аравии много выходцев из других стран (йеменцев, пакистанцев, индийцев, персов). Правозащитные организации сообщают о систематической дискриминации шиитов в стране.
В стране также имеются последователи некоторых околоисламских организаций, в первую очередь — Ахмадийской мусульманской общины. Ахмадийцы имеются среди живущих на полуострове выходцев из Пакистана и Индии.
На территории Саудовской Аравии расположены два священных для мусульман города — Мекка и Медина; паломничество в Мекку, именуемое хаджем, является одним из пяти предписаний ислама. В Саудовской Аравии также расположены штаб-квартиры ряда международных исламских организаций, включая Всемирную мусульманскую лигу (в Мекке) и Организацию исламского сотрудничества (в Джидде).
В Саудовской Аравии отсутствует уголовный кодекс, а основным источником права является исламский шариат. Вероотступничество, в контексте судебной системы Саудовской Аравии, определяется как отречение от ислама — переход бывшим мусульманином в иное вероисповедание или отказ от веры. Согласно исламскому закону, вероотступникам даётся несколько дней на раскаяние, а в случае его отсутствия они подлежат смертной казни.
Основой для применения смертной казни за вероотступничество служат хадисы, изречения, приписываемые пророку Мухаммеду, в которых утверждается, в частности, что «Если мусульманин поменяет свою религию, убейте его». Также, согласно другому хадису из того же источника Сахих аль-Бухари, кровь мусульманина, признающего только Аллаха и его посланника, не может быть пролита за исключением определённых случаев, включая вероотступничество.
Практика преследования за вероотступничество в Саудовской Аравии приводила к серьёзным последствиям для лиц, обвиняемых в данном преступлении. Примером может служить случай писателя Хамзы Кашгари, который в 2012 году был обвинён в вероотступничестве на основании высказываний в социальных сетях. После его задержания в Малайзии и экстрадиции в Саудовскую Аравию, он был подвергнут судебному разбирательству и, впоследствии, помещён под стражу. Другим примером может служить обвинение двух мужчин в вероотступничестве за принятие вероучения ахмадие.

## Христианство
Христианство является второй по числу последователей (после ислама) религией королевства. В 2010 году в Саудовской Аравии проживало 1,2 млн христиан, подавляющее большинство из которых были иностранцами. По некоторым данным, к 2017 году страну населяло по меньшей мере 1,5 млн христиан (вплоть до 2 млн человек).
По преданию, первым христианским проповедником в Аравии был Варфоломей, один из 12 апостолов Христа. В течение последующих столетий на полуострове появились христианские церкви разных традиций. Христианство было полностью уничтожено в Аравии в VII веке, в ходе создания Арабского халифата.
Присутствие христиан было возобновлено в XIX веке. Римско-католическая церковь начала работу в 1841 году в Адене (Йемен); в настоящий момент саудовские католики входят в состав церковной структуры Апостольский викариат Северной Аравии, центр которого располагается в городе Манама, Бахрейн. Численность верующих католической церкви оценивается в 1,05 млн человек, свыше половины из них — выходцы из Филиппин.
С конца XIX века на Аравийском полуострове действуют протестантские миссионеры, первым из которых был Самюэль Цвемер. В настоящее время в стране насчитывается до 100 тыс. протестантов. Крупнейшую конфессиональную группу представляют пятидесятники и неопятидесятники (83 тыс.), в первую очередь это выходцы из Филиппин, Индии, Кореи, Эфиопии и Эритреи.
Среди иммигрантов из Египта, Эфиопии, Эритреи и Ливана имеются приверженцы Древневосточных православных церквей (50 тыс.) — Коптской, Эфиопской, Эрирейской и Сиро-яковитской.
В Саудовской Аравии регулярно фиксируются случаи преследования христиан. По итогам исследования международной благотворительной христианской организации «Open Doors» за 2014 год, Саудовская Аравия находится на шестом месте среди стран, где чаще всего притесняют права христиан.

## Индуизм
В Саудовской Аравии проживает крупнейшая в мире индийская диаспора — 1,5 млн человек. И хотя большинство выходцев из Индии являются мусульманами, среди них также имеются и индуисты. По данным «Энциклопедии религий» Дж. Мелтона, в 2010 году в Саудовской Аравии проживало 300 тыс. индуистов, которые составляли 0,4 % населения страны. По данным Pew Research Center, численность индуистов в 2010 году составила 310 тыс..

## Другие религии
Заметную религиозную группу представляют буддисты (90 тыс. в 2010 году). Среди выходцев из Индии немало сикхов (51 тыс. в 2010 году). Часть китайской диаспоры придерживается китайской народной религии (25 тыс. в 2010 году). Согласно Всемирной христианской базе данных в 2005 году община бахаи насчитывала в стране 4,9 тыс. человек. Среди иммигрантов из Восточной и Юго-Восточной Азии имеются сторонники различных новых религиозных движений (15 тыс. в 2010 году).

## Атеизм
Неверие в Бога в королевстве является тяжёлым преступлением; атеизм приравнивают к терроризму.
Несмотря на это, западные СМИ сообщают о росте числа неверующих среди коренных жителей Саудовской Аравии. Безверие арабских интеллигентов является результатом разочарования в религии; среди части арабов страны растёт понимание того, что религия используется правительством для контроля за населением. Зачастую неверие проявляется в виде критики или высмеивания клерикальных заявлений религиозных лидеров.
Оценить точную численность безрелигиозных людей в стране невозможно. По данным опроса Gallup International в 2012 году, 5 % саудовцев считают себя убеждёнными атеистами и ещё 19 % — неверующими. Впрочем, профильные справочные издания указывают цифру на порядок ниже — 0,7 % атеистов и неверующих. «Энциклопедия религий» Дж. Мелтона уточняет, что 180 тыс. жителей полуострова являются агностиками; 8,5 тыс. — атеистами.